# Синдзё (станция)

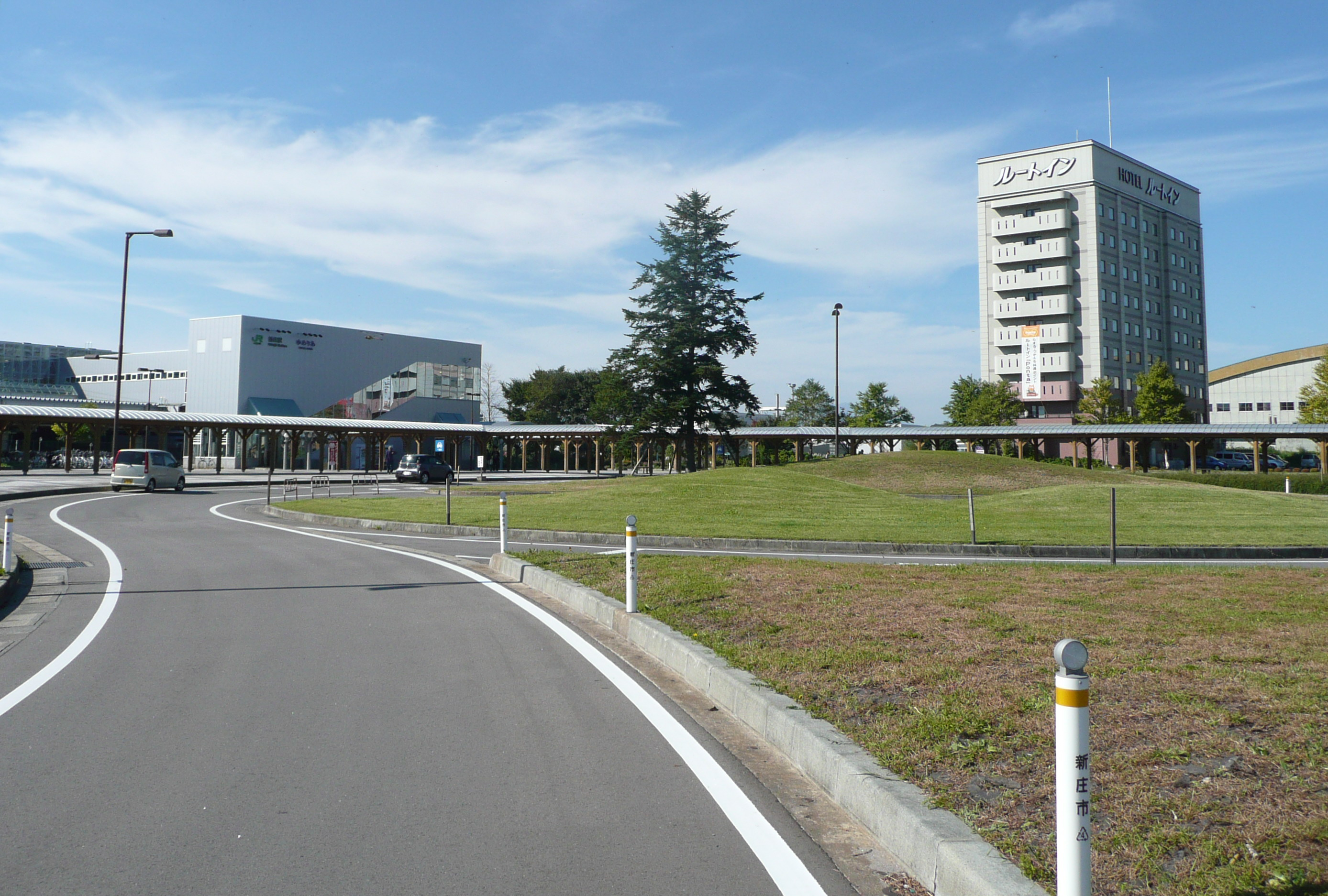
Восточный вход станции Синдзё

Станция Синдзё (яп. 新庄駅 Синдзё:-эки) — железнодорожная станция в префектуре Ямагата, городе Синдзё, Япония. Управляется JR East.

## История
- 11 июня 1903 года, открытие станции.
- 7 декабря 1913 года, Линия Оу запускает обслуживание Омагари.
- 1 ноября 1915 года, Линия Оу запускает обслуживание Фукусимы.
- 4 декабря 1999 года, запущено обслуживание Ямагата-синкансэн.

## Линии
- Ямагата-синкансэн
- Главная линия Оу
- Восточная линия Рикуу
- Западная линия Рикуу